# Tobias Westblad
Tobias Westblad, född 31 december 1702 i Västerås, död 18 januari 1777, var en svensk präst och musiker.

## Biografi
Tobias Westblad föddes 1702 i Västerås. Han var son till handlanden Anders Svensson och Susanna Leffler. Westblad studerade vid Västerås gymnasium; han blev 1721 student vid Uppsala universitet och magister 1731. Westblad prästvigdes 10 maj 1732 till pastorsadjunkt i Mora församling. 1739 blev han komminister i Munktorps församling och tog hand om församlingen då prosten Johan Lindh var frånvarande. Westblad blev 1744 kyrkoherde i Nås församling, Nås pastorat och prost 1747. Han blev kontraktsprost i Västerdals kontrakt 1752. Westblad blev 1768 kyrkoherde i Orsa församling, Orsa pastorat med tillträde samma år. Samma år blev han kontraktsprost i Rättviks kontrakt. Westblad avled av slag 1777.
Han var opponent vid prästmötet 1745 och concionator 1750. Han introducerades av biskopen 10 juni 1770. Westblad var ledamot av Pro Fide et Christianismo 1772. På begäran av samfundet inhämtade han underrättelser som kunde finnas om finnar i Dalarnas socknar, om deras härkomst, seder, kristendomskunskap med mera. Westblad var en av stiftet flitigaste präster, men var mindre känd. Han var en trevlig och gästvänlig person. Westblad var även en duktig musiker (fagottist) och hade studerat det under sina unga år.
Westblad var musikstipendiat i Uppsala 1723-1728 under director musices Eric Burman som även var preses för Westblads disputation De Triade Harmonica, hållen i Uppsala 1727. Den finns införd i Acta literaria Sveciæ (1730). Organisten Henrik Philip Johnsen nämner den även i sitt företal till Abraham Hülphers den yngres Historisk Afhandling om Musik och Instrumenter särdeles om Orgwerks Inrättningen i Allmänhet, jämte Kort Beskrifning öfwer orgwerken i Swerige (1773).  Viktig är redogörelsen för Hülphers av det collegium musicum som varje vecka hölls under ledning av Eric Burman och bestod av musikstipendiater och musicerande professorer vid universitetet.